# Кугубаева, Надежда Дмитриевна
Надежда Дмитриевна Кугубаева (2 апреля 1970) — российская футболистка, защитница.

## Биография
Воспитанница тренера Виктора Владимировича Васенкова, на взрослом уровне выступала под его руководством за клубы Саранска и Краснодара[уточнить]. В 1995—1996 годах выступала в высшей лиге России за клуб «Идель» (Уфа). В 2002 году играла за аутсайдера высшей лиги «Волжанку» (Чебоксары). В 2003 году перешла в клуб «Ника» (Нижний Новгород), с которым в том же сезоне стала серебряным призёром первого дивизиона, а в 2004 году выступала в высшей лиге.